# Sun Valley, Texas
Sun Valley là một thành phố thuộc quận Lamar, tiểu bang Texas, Hoa Kỳ. Năm 2010, dân số của xã này là 69 người.

## Dân số
- Dân số năm 2000: 51 người.
- Dân số năm 2010: 69 người.